# Almost Alice
Singles
Almost Alice est un album composé de la musique de divers artistes inspirés par le film de Tim Burton, Alice au pays des merveilles (2010).
Ce n'est pas la musique originale du film, composée par Danny Elfman, mais bien une musique inspirée par le film, à l'exception du titre Alice d'Avril Lavigne qui figure au générique de fin.

## Listes des pistes
| No  | Titre                      | Artiste                         | Durée |
| --- | -------------------------- | ------------------------------- | ----- |
| 1.  | Alice                      | Avril Lavigne                   | 3:35  |
| 2.  | The Poison                 | The All-American Rejects        | 3:53  |
| 3.  | The Technicolor Phase      | Owl City                        | 4:27  |
| 4.  | Her Name Is Alice          | Shinedown                       | 3:38  |
| 5.  | Painting Flowers           | All Time Low                    | 3:25  |
| 6.  | Where's My Angel           | Metro Station                   | 3:39  |
| 7.  | Strange                    | Tokio Hotel et Kerli            | 3:51  |
| 8.  | Follow Me Down             | 3OH!3 featuring Neon Hitch      | 3:23  |
| 9.  | Very Good Advice           | Robert Smith                    | 2:58  |
| 10. | In Transit                 | Mark Hoppus avec Pete Wentz     | 4:02  |
| 11. | Welcome to Mystery         | Plain White T's                 | 4:28  |
| 12. | Tea Party                  | Kerli                           | 3:29  |
| 13. | The Lobster Quadrille      | Franz Ferdinand                 | 2:08  |
| 14. | Always Running Out of Time | Motion City Soundtrack          | 3:00  |
| 15. | Fell Down a Hole           | Wolfmother                      | 5:04  |
| 16. | White Rabbit               | Grace Potter and the Nocturnals | 3:21  |

| 17. | Sea What We Seas | Never Shout Never | 3:10 |
| 18. | Topsy Turvy      | Family Force 5    | 3:25 |
| 19. | Extreme          | Valora            | 3:47 |

| 17. | You Are Old, Father William | They Might Be Giants | 2:32 |
| 18. | Alice's Theme               | Danny Elfman         | 5:08 |

| 17. | You Are Old, Father William          | They Might Be Giants | 2:32 |
| 18. | Alice's Theme                        | Danny Elfman         | 5:08 |
| 19. | Sea What We Seas                     | Never Shout Never    | 3:10 |
| 20. | Topsy Turvy                          | Family Force 5       | 3:25 |
| 21. | Extreme                              | Valora               | 3:47 |
| 22. | Tea Party (Jason Nevins Radio Remix) | Kerli                | 3:11 |
| 23. | Tea Party (Music Video)              | Kerli                | 3:28 |

La chanson Alice est le générique de fin du film, et c'est la seule qui y soit jouée. La chanson White Rabbit est une reprise du groupe Jefferson Airplane. La chanson Very Good Advice est la seule qui était également présente dans le dessin animé de Disney de 1951.
Le titre de l'album est une citation de la chenille bleue, Absolem, qui dit dans le film « I said that you were not hardly Alice. You're much more her now, in fact, you're almost Alice. » soit « J'ai dit que tu étais loin d'être Alice. Tu es bien plus elle maintenant. En fait, tu es presque Alice. »
L'album sortit aux États-Unis trois jours avant la sortie du film, soit le 2 mars 2010. Certaines chansons de l'album comportent des citations du livre de Lewis Carroll ou du dessin animé de 1951.

## Classements
| Chart (2010)                      | Meilleure position |
| --------------------------------- | ------------------ |
| Australian Albums Chart           | 32                 |
| Austrian Albums Chart             | 35                 |
| Canadian Albums Chart             | 5                  |
| Mexican Albums Chart              | 16                 |
| Spanish Albums Chart              | 74                 |
| U.S. Billboard 200                | 5                  |
| U.S. Billboard Top Rock Albums    | 1                  |
| U.S. Billboard Alternative Albums | 1                  |
| U.S. Billboard Top Soundtracks    | 1                  |